# Wiz Khalifa

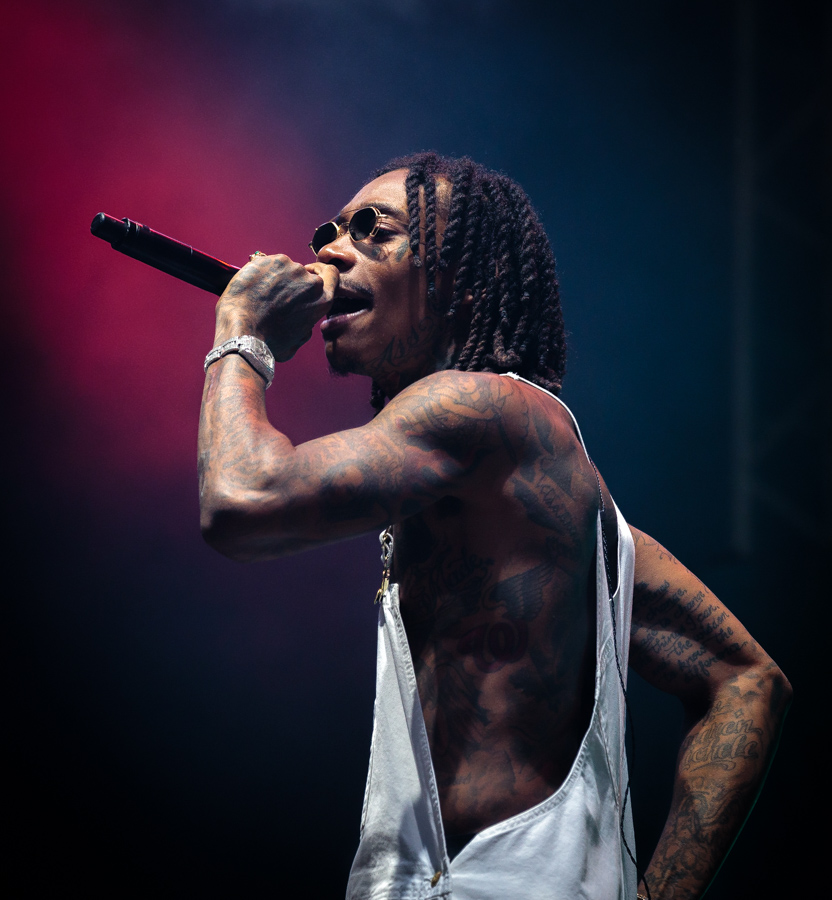
2018

Cameron Jibril Thomaz (sinh ngày 8 tháng 9 năm 1987), được biết đến qua nghệ danh là Wiz Khalifa, là một rapper người Mỹ, ca sĩ kiêm nhạc sĩ và diễn viên. Anh đã phát hành album đầu tay của anh, Show and Prove, vào năm 2006 và ký hợp đồng với Warner Bros. Records vào năm 2007. Single Say Yes của anh được Eurodance nhận được phát sóng radio đô thị, xếp trên Rhythmic Top 40 và Hot Rap Tracks charts trong năm 2008. 
Khalifa đã chia tay Warner Bros và phát hành album thứ hai Deal or No Deal vào tháng 11 năm 2009. Ông đã phát hành mixtape Kush và Orange Juice vào tháng 4 năm 2010; sau đó ông ký kết với Atlantic Records. Anh cũng nổi tiếng với đĩa đơn đầu tay của mình cho Đại Tây Dương, "Black and Yellow ", đạt vị trí số một trên bảng xếp hạng Billboard Hot 100. Album đầu tay của anh dành cho Rolling Papers, được phát hành vào ngày 29 tháng 3 năm 2011. Anh đã theo album này với ONIFC vào ngày 4 tháng 12 năm 2012, được hỗ trợ bởi các đĩa đơn "Work Hard, Play Hard" và "Remember You". Wiz phát hành album thứ tư Blacc Hollywood vào ngày 18 tháng 8 năm 2014, với sự trợ giúp của đĩa đơn chính "We Dem Boyz". Tháng 3 năm 2015, anh phát hành "See You Again" cho soundtrack của bộ phim Furious 7 và bài hát đứng ở vị trí số một trên Billboard Hot 100 trong 12 tuần liên tục.

## Danh sách đĩa nhạc
Album phòng thu
- Show and Prove (2006)
- Deal or No Deal (2009)
- Rolling Papers (2011)